# Della mercatura e del mercante perfetto
Della mercatura e del mercante perfetto escrit per Benedetto Cotrugli a Nàpols el 1458, va ser el primer manuscrit de comptabilitat i manual de comerç. El llibre ha estat traduït a l'anglès amb els noms alternatius de Of commerce and the perfect merchant, On merchantry and the perfect merchant, i On trade and the perfect dealer.

## Història
Tenint en compte que el manuscrit va ser escrit el 1458, hi ha molts historiadors que sostenen que és el manuscrit més antic conegut sobre el sistema de comptabilitat de doble partida, i, com a tal, és almenys 36 anys, anterior al manuscrit de Luca Pacioli de 1494. Generalment es creu que la raó per la qual Luca Pacioli (1445-1517) va rebre el crèdit com a pare d'aquesta comptabilitat és perquè el treball de Cotrugli no va sortir oficialment al gran públic fins una versió italiana publicada a Venècia el 1573, per Franciscus Patricius. Quaranta anys més tard es va publicar a Lió una traducció al francès d'aquest manuscrit l'any 1613 sota el títol Parfait negociant.
Una primera còpia de Della mercatura e del mercante perfetto de finals del segle xv es troba a la Biblioteca Nacional de Malta. Una altra còpia és a la Biblioteca Marciana de Venècia. La primera traducció a l'anglès del Llibre de l'art de la mercatura (The Book of the Art of Trade) editat per Carlo Carraro i Giovanni Favero, amb un pròleg de Niall Ferguson, professor d'història a la Universitat Harvard, ha estat publicat per Palgrave Mcmillan el 2017, basat en l'edició crítica dels manuscrits originals realitzats per Vera Ribaudo, de la Universitat de Venècia, publicat al maig de 2016 per Edizioni Cà Foscari, Venècia.

## Contingut del manuscrit
El manuscrit consta de quatre llibres. El primer és sobre l'origen, la forma i l'essència de ser un comerciant. El segon parla del compromís religiós d'un comerciant. El tercer és sobre virtuts i polítiques morals. El quart és sobre l'administració de la llar i la família, i els assumptes econòmics.
En el moment del manuscrit, la comercialització es considerava un art. El «Comerciant perfecte» era un home de cultura motivat per la bona conducta moral i les transaccions honestes amb tots els que tractava. Havia de ser molt sensible als interessos locals en els llocs on realitzava negocis. Havia de saber com avaluar la situació política i les lleis consuetudinàries per dur a terme el seu negoci amb èxit. Kotruljevic va escriure en la seva comptabilitat i mercaderia un manual de comerç que un comerciant no ha de ser únicament d'un forquilla de llibres - comptador -, sinó que també ha de ser un bon escriptor, orador i un home de lletres i tenir molta diplomàcia.
Va contrastar el «Perfect Merchant» amb els mariners i soldats de l'època explicant que moltes vegades eren ingenus en aquests punts. Va dir que eren molt maldestres i, que quan bevien en una taverna o compraven pa en un mercat, sovint tenien deliris de grandesa i no eren gaire diplomàtics.